# Brightlight Pictures
Brightlight Pictures Inc. entwickelt, produziert und finanziert Fernseh- und Kinofilme verschiedener Genres und vertreibt diese weltweit. Das Unternehmen hat seinen Hauptsitz in den Bridge Studios in Vancouver, British Columbia, Kanada. Die beiden Geschäftsführer und gleichzeitig Produzenten Stephen Hegyes und Shawn Williamson haben in den vergangenen 12 Jahren über 60 Filme produziert. Seit der Gründung des Unternehmens 2001 wurden 20 Filme produziert. 

## Produktionen (Auswahl)
- 2005 Alone in the Dark
- 2005: White Noise
- 2007: White Noise 2: The Light
- 2007: In the Name of the King
- 2008–2009: The Guard (Fernsehserie)
- 2024: Leben ohne Ende (Fernsehserie)